# Vicente Ramos Pérez
Pour les articles homonymes, voir Vicente Ramos.
Vicente Ramos Pérez, né à Guardamar del Segura le 7 septembre 1919 et mort le 2 juin 2011, est un écrivain, historien et homme politique valencien.

## Biographie
Il étudie le droit à Valence et est diplômé en philosophie et lettres à l'université centrale de Madrid. Il travaille à la banque valencienne Caja de Ahorros del Mediterráneo et est directeur honoraire de la Bibliothèque Gabriel Miró d'Alicante entre 1952 et 1983, ainsi que de la maison-musée d'Azorín. Il fonde les revues Verbo et Sigüenza. Il enseigne la langue et la littérature espagnoles à Stockholm en 1957.
Il est membre de l'Institut d'Estudis Alacantins, de la Real Academia Española, de la Real Academia de la Historia et de l'Acadèmia de Cultura Valenciana.
Durant le franquisme, il est connu comme le principal instigateur de l'alicantinisme, courant politique qui défend l'instauration d'une région appelée « Sud Est espagnol », parfois « Levant », qui réunirait notamment les zones méridionales du Pays valencien et la région de Murcie,,.
D'après Francesc Burguera, Ramos entretient envers lui-même et Joan Fuster une inimitié de longue date qui est à l'origine de son anticatalanisme, dont il est l'un des principaux représentants préalables à la transition,.
En 1980, il intègre l'Asociación para la Defensa de los Intereses de Alicante (Association pour la défense des intérêts d'Alicante, ADIA). Il fonde un parti politique alicantin, Unión Provincial Alicantina, mais ses faibles scores électoraux l'amènent à participer à la fondation du futur parti hégémonique du blavérisme, Unio Valenciana (UV), dont il est désigné président lors du congrès fondateur le 3 novembre 1982. Il est élu député au Congrès pour la Province d'Alicante au sein de la coalition Coalición Popular en 1982. Il abandonne toutefois UV en 1983 pour intégrer le groupe mixte, car il est en contradiction avec son idéologie nationaliste,.

## Œuvres
- (es) Literatura alicantina 1839-1939 (1966)
- (es) Historia de la provincia de Alicante y su capital (1971)
- (es) La guerra civil en la provincia de Alicante (1972-1974)
- (es) Pancatalanismo entre valencianos, Valence, Quiles, 1978, 2e éd., 183 p. (ISBN 84-400-4815-7)
- (es) Historia parlamentaria, política y obrera de la provincia de Alicante (1988-1992)
- (es) Alicante en el franquismo (1992-1994)
- (es) Historia de la Diputación Provincial de Alicante (2000-2002).